# 黒田高政 (戦国時代)
黒田 高政（くろだ たかまさ、生年不詳 - 大永3年（1523年）?）は、戦国時代の武将。子に重隆がいる。
永正8年（1511年）の船岡山合戦に六角方として参戦したが、六角高頼の命に背いて抜け駆けしたことから将軍足利義稙の怒りを買って追放され、親族を頼って備前国邑久郡福岡（現在の岡山県瀬戸内市長船町福岡）に流れてきたとされる。
ただし、高政は内容に疑問のある『江源武鑑』やそれを元にした貝原益軒編纂の『黒田家譜』などには記述があるが、信頼性の高い史料には登場しておらず、『寛永諸家系図伝』では高宗と重隆の間を「此間中絶」としていたり、『寛政重修諸家譜』では高宗と重隆の間の代数に疑問があるとしていることから、高政は架空の人物であるとの説もある。
子孫は播磨の赤松氏・小寺氏の重臣、姫路城代を務め、後世に福岡藩祖、黒田孝高。安土桃山時代に豊臣氏、江戸時代に徳川氏に仕えた。
墓所は岡山県瀬戸内市長船町の妙興寺。